# Suis La Lune
Suis La Lune är ett svenskt emo/screamoband med medlemmar från Stockholm och Göteborg. De har funnits sedan 2005 och har sedan de kort därefter spelade in sin första demo hunnit med att släppa en självbetitlad 7" året därpå, debutalbumet "Quiet, pull the strings!" som även det kom 2006 på Ape Not Kill Ape Records samtidigt som vinylversionen av det samma senare gavs ut av Release the bats (Sverige), Ape must not kill ape (Schweiz), Quiet Still Dead (Malaysia) samt Asymmetrie (Tyskland).
2008 kom uppföljaren och tillika bandets senaste alster "Heir" i form av en 10" EP som sålde slut inom loppet av några knappa månader, något de därpå följde upp med en turné längs östkusten i USA. 
Sedan starten har de hunnit med att turnera i Sverige, USA, Storbritannien, Tyskland, Spanien, Frankrike, Holland, Belgien samt Danmark ett flertal gånger. 

## Diskografi
- S/T (2005) 3" CD-R, Selfreleased
- S/T (2005) 7", Leaves Records
- Quiet, Pull the Strings! (2006) CD, Ape Must Not Kill Ape Records
- Quiet, Pull the Strings! (2007) LP, Ape Must Not Kill Ape Records, Release The Bats Records, Asymmetrie Records, Quiet Still Dead Records
- Heir (2008) 10" EP, Fasaden Records
- Split (2009) 7" w. Osceola, Protagonist(USA) & Fasaden Records(Sverige)
- S/T (2009) 7", Fasaden Records(Sverige), Quiet Still Dead Records(Malaysia), Listen to Aylin(Norge) (återsläpp av 7"an ifrån 2005)
- Tour 7" (2010), Fasaden Records(Sverige)
- Heir Reissue (2010) 10" EP, Black Star Foundation
- Riala (2012) 12", Topshelf Records

Medverkar på: 
- Emo Apocalypse (2006), 12", React With Protest Records
- V/A - Har du hört den förut? - 29 svenska artister tolkar Förmögenhet CD, Diskret förlag
- V/A - For Anna, kassett, Fiducia.